# 石野聡
石野 聡（いしの さとし、1971年 - ）は、日本の男性アニメーター、キャラクターデザイナー、メカニックデザイナー。神奈川県出身。
スタジオジャイアンツ、スタジオ・ファンタジアを経て、現在フリーのアニメーター集団「スタジオへらくれす」所属。

## 参加作品

### テレビアニメ
1991年
- 新世紀GPXサイバーフォーミュラ（原画）

1992年
- 幽☆遊☆白書（原画）

1994年
- とっても!ラッキーマン（原画）
- 魔法騎士レイアース（作画監督、原画）

1995年
- 怪盗セイント・テール（オープニングアニメーション、エンディングアニメーション、原画）

1996年
- B'T-X（作画監督、エンディング作画）
- セイバーマリオネットJ（作画監督）
- 超者ライディーン（原画）

1997年
- 超魔神英雄伝ワタル（原画、メカ作監）
- MAZE☆爆熱時空（原画）
- VIRUS ‐VIRUS BUSTER SERGE‐（原画）
- ルパン三世 ワルサーP38（メカニカルデザイン、作画監督）
- 烈火の炎（原画）

1998年
- SHADOW SKILL -影技-（原画）
- ジェネレイターガウル（原画）
- デビルマンレディー（メカニックデザイン）
- 南海奇皇（作画監督、オープニングアニメーション原画）
- 名探偵コナン（作画監督、オープニング作画）

1999年
- THE ビッグオー（原画）
- へっぽこ実験アニメーション エクセル・サーガ（キャラクターデザイン）
- 南海奇皇（第2期、作画監督）

2001年
- だぁ!だぁ!だぁ!（原画）

2002年
- 超重神グラヴィオン（作画監督、原画）
- 天使な小生意気（オープニング原画）
- 東京ミュウミュウ（作画監督、原画）

2003年
- E'S OTHERWISE（オープニング原画）
- 金色のガッシュベル!!（オープニング原画）
- 真月譚 月姫（オープニング原画）
- デ・ジ・キャラットにょ（原画）

2004年
- ケロロ軍曹（原画）
- 超重神グラヴィオンZwei（作画監督、原画、OP原画）
- To Heart 〜Remember my Memories〜（OP原画）
- 舞-HiME（キャラクター作画監督、原画）

2005年
- あかほり外道アワーらぶげ（キャラクターデザイン）
- ガイキング LEGEND OF DAIKU-MARYU（キャラクター作画監督、原画）
- ガン×ソード（原画）
- バジリスク 〜甲賀忍法帖〜（プロップデザイン）
- BLEACH（原画、第2期エンディングアニメーション）

2006年
- DEATH NOTE（原画）
- 祝!(ハピ☆ラキ)ビックリマン（作画監督、原画）
- Fate/stay night（作画監督、原画）

2007年
- 風のスティグマ（エフェクト作画監督）
- バンブーブレード（作画監督）

2008年
- 墓場鬼太郎（原画）
- しゅごキャラ!!どきっ（原画）
- 乃木坂春香の秘密（キャラクターデザイン、総作画監督、作画監督、原画、動画、OP作画監督）
- まかでみ・WAっしょい!（原画）
- ヤッターマン（第2作、原画）
- 我が家のお稲荷さま。（アイキャッチ作画）

2009年
- GA 芸術科アートデザインクラス（作画監督、原画）
- そらのおとしもの（智樹お宝☆コレクション原画）
- 乃木坂春香の秘密 ぴゅあれっつぁ♪（キャラクターデザイン、総作画監督、OP作画監督、OP原画）
- 鋼の錬金術師 FULLMETAL ALCHEMIST（作画監督、OP原画、第2期ED原画）

2010年
- あそびにいくヨ!（作画監督）
- STAR DRIVER 輝きのタクト（原画）
- スーパーロボット大戦OG -ジ・インスペクター-（原画）
- そらのおとしものf（フォルテ）（総作画監督、作画監督、OP原画）
- ハートキャッチプリキュア!（原画）
- BLEACH（原画、第6期エンディングアニメーション）

2011年
- 機動戦士ガンダムAGE（キャラクター作画監督、第二原画、ED原画）
- NO.6（キャラクターデザイン、総作画監督、OP・ED作画監督）
- Persona4 the ANIMATION（原画）

2012年
- アクエリオンEVOL（原画）
- あっちこっち（OP原画）
- CØDE:BREAKER（OP原画）
- スマイルプリキュア!（原画）
- 絶園のテンペスト（原画）
- つり球（原画）

2013年
- デート・ア・ライブ（2013年 - 2014年 第1期、第2期キャラクターデザイン、総作画監督、作画監督、OP・ED作画監督）

2014年
- キャプテン・アース（キャラクターデザイン、総作画監督）
- デート・ア・ライブII（キャラクターデザイン）
- 棺姫のチャイカ AVENGING BATTLE（作画監督）

2015年
- 機動戦士ガンダム　鉄血のオルフェンズ（OP原画）
- ガンダムビルドファイターズトライ（キャラクター作画監督）
- Classroom☆Crisis（キャラクターデザイン、総作画監督）
- Charlotte（原画）

2016年
- Fate/Grand Order -First Order-（原画）
- 文豪ストレイドッグス（作画監督、原画）

2017年
- プリプリちぃちゃん!!（OP原画）

2018年
- RELEASE THE SPYCE（キャラクターデザイン、総作画監督）

2021年
- ゴジラ S.P ＜シンギュラポイント＞（キャラクターデザイン、作画監督、総作画監督）

2022年
- 東京ミュウミュウ にゅ〜♡（2022年 - 2023年 第1期、第2期キャラクターデザイン、総作画監督）
- DRAGON QUEST -ダイの大冒険-（第98話原画）
- ヤマノススメ Next Summit（作画監督）

2023年
- 僕のヒーローアカデミア（作画監督）
- 幻日のヨハネ -SUNSHINE in the MIRROR-（OP原画）

### 劇場アニメ
1998年
- 名探偵コナン 14番目の標的（作画監督、デザインワークス）

2000年
- 劇場版おジャ魔女どれみ#（原画）

2006年
- 劇場版BLEACH MEMORIES OF NOBODY（作画監督）

2010年
- 劇場版 Fate/stay night UNLIMITED BLADE WORKS（原画）

2012年
- 映画 プリキュアオールスターズNewStage みらいのともだち（原画）

2015年
- 劇場版デート・ア・ライブ 万由里ジャッジメント（キャラクターデザイン）

2018年
- 映画 プリキュアスーパースターズ!（原画）

2020年
- 魔女見習いをさがして（作画監督）

2021年
- 映画 トロピカル〜ジュ!プリキュア 雪のプリンセスと奇跡の指輪!（原画）

### OVA
1992年
- 甲竜伝説ヴィルガスト（原画）
- 超神伝説うろつき童子 未来篇（原画）
- 万能文化猫娘（原画）

1993年
- 超時空世紀オーガス02（原画）
- モルダイバー（原画）

1994年
- 青空少女隊（原画）
- マクロスプラス（原画）

1995年
- アイドルプロジェクト（原画）
- 卒業 〜Graduation〜（原画）

1996年
- 小鉄の大冒険（原画）
- 闘神伝（原画）

1997年
- レイアース（原画）

1998年
- 真ゲッターロボ 世界最後の日（原画）

1999年
- 青山剛昌短編集（作画監督、原画、デザインワークス）

2001年
- エイリアン9（原画）
- ぷにぷに☆ぽえみぃ（キャラクターデザイン、作画監督）

2003年
- とらいあんぐるハート Sweet Songs Forever（キャラクターデザイン）

2005年
- 鴉 -KARAS-（原画）

2008年
- D.C.if 〜ダ・カーポ イフ〜（作画監督）

2012年
- 乃木坂春香の秘密 ふぃな〜れ♪（キャラクターデザイン）

### Webアニメ
2018年
- A.I.C.O. Incarnation（キャラクターデザイン、総作画監督）

### ゲーム
1994年
- スーパーリアル麻雀PV（原画）

2020年
- 機動戦隊アイアンサーガ（イベントCMキャラ作画監督）

### 短編作品
- みんなのうた・メロンの切り目（原画）